# Gert Eiserman
Gert Vollrath Eiserman, född den 26 september 1863 i Nykyrka församling, Skaraborgs län, död den 20 maj 1948 i Malmö, var en svensk ämbetsman.
Eiserman blev student vid Uppsala universitet 1882 och avlade examen till rättegångsverken där 1888. Han blev vice häradshövding 1891, extra ordinarie landskontorist i Jönköpings län 1892, extra länsbokhållare i Malmöhus län 1894, ordinarie länsbokhållare där 1903 och kronofogde i Oxie och Skytts härads fögderi 1904. Eiserman var tillförordnad landskamrerare i Malmöhus län 1904–1906, ordinarie landskamrerare där 1906–1930 och tillförordnad landshövding 1930–1931. Han var sakkunnig, ledamot och ordförande i ett flertal statliga utredningar. Eiserman blev riddare av Nordstjärneorden 1911, kommendör av andra klassen av Vasaorden 1920 och av Nordstjärneorden 1924 samt kommendör av första klassen av sistnämnda orden 1929. Han vilar på Östra kyrkogården i Malmö.